# Ordre des avocats de Grenoble
Barreau de Grenoble
L'ordre des avocats (ou barreau) de Grenoble est une organisation professionnelle d'avocats refondée en 1810. 

## Bâtonniers
- 2014-2016 : Arnaud Mathieu ;
- 2016-2018 : Wilfried Samba-Sambeligue ;
- depuis 2018 : David Roguet[1].